# Samuel Belov
Samuel Belov (* 1884 in Jekatarinoslaw, Russisches Reich; † 17. Mai 1954 in Rochester/New York) war ein US-amerikanischer Geiger, Bratschist und Musikpädagoge russischer Herkunft.
Belov studierte am Konservatorium seiner Heimatstadt, bevor er 1905 mit seiner Familie in die USA emigrierte. Dort setzte er seine Ausbildung bei W. Edward Heimandahl fort. Ab 1908 unterrichtete er am Philadelphia Conservatory of Music; später war er auch an der Settlement School of Music der Stadt beteiligt. Daneben war er Mitglied des Russian String Quartet, des Rich Quartet und des Kindler Quartet und Erster Violinist der Philadelphia Symphony Orchestra unter Leitung von Leopold Stokowski.
Von 1921 bis 1949 leitete Belov das Department für Bratsche und unterrichtete Violine an der Eastman School of Music, außerdem war er 25 Jahre lang Dirigent des Orchesters der Musikschule und von 1929 bis 1943 Direktor der David Hochstein Memorial School of Music. Er zählte auch zu den Gründungsmitgliedern von George Eastmans Kilbourn Quartet.

## Quelle
- Rochester Review 16.1 September 1954 - In Memoriam

| Personendaten    | Personendaten                                          |
| ---------------- | ------------------------------------------------------ |
| NAME             | Belov, Samuel                                          |
| KURZBESCHREIBUNG | US-amerikanischer Geiger, Bratschist und Musikpädagoge |
| GEBURTSDATUM     | 1884                                                   |
| GEBURTSORT       | Jekaterinoslaw, Russisches Kaiserreich                 |
| STERBEDATUM      | 17. Mai 1954                                           |
| STERBEORT        | Rochester, New York                                    |